# Encarsia inserens
Encarsia inserens är en stekelart som först beskrevs av Filippo Silvestri 1930.  Encarsia inserens ingår i släktet Encarsia och familjen växtlussteklar. Inga underarter finns listade i Catalogue of Life.